# Michael Goldenberg
Pour les articles homonymes, voir Goldenberg.
Michael Goldenberg (né le 18 janvier 1965  à New York) est un scénariste et réalisateur américain.

## Biographie
Michael Goldenberg écrit et réalise le drame romantique Pluie de roses sur Manhattan, avec Mary Stuart Masterson et Christian Slater.
Il a participé à l'adaptation du livre pour enfants de Maurice Sendak,  Max et les maximonstres, produite par Tom Hanks.

## Filmographie partielle

### Comme  scénariste
- 1997 :  Contact de Robert Zemeckis -  scénario coécrit  avec James V. Hart
- 2003 :  Peter Pan de P. J. Hogan
- 2007 :  Harry Potter et l'ordre du Phénix de David Yates
- 2011 :  Green Lantern de Martin Campbell - scénario coécrit avec Greg Berlanti, Michael Green et Marc Guggenheim
- 2019 : Artemis Fowl de Kenneth Branagh

### Comme réalisateur
- 1996 : Pluie de roses sur Manhattan (Bed of Roses) et scénario